# Paul Allan Bamberg
Paul Allan Bamberg, född 11 mars 1990 i Luleå, är en svensk före detta professionell ishockeyspelare (forward).
Han är äldre bror till den före detta ishockeyspelaren Raymond Bamberg.